# Liste der Monuments historiques in Vieilmoulin
Die Liste der Monuments historiques in Vieilmoulin führt die Monuments historiques in der französischen Gemeinde Vieilmoulin auf.

## Liste der Objekte
| Bezeichnung                | Beschreibung                                                                      | Standort                                   | Kennzeichnung | Schutzstatus | Datum | Bild |
| -------------------------- | --------------------------------------------------------------------------------- | ------------------------------------------ | ------------- | ------------ | ----- | ---- |
| Skulptur Heiliger Claudius | Kalkstein, farbig gefasst, 16. Jahrhundert; 1966 gestohlen                        | in der Kirche Nativité-de-la-Vierge (Lage) | PM21002496    | Classé       | 1960  |      |
| Skulptur Heiliger Blasius  | Kalkstein, farbig gefasst und vergoldet, 16. Jahrhundert; in der Mairie deponiert | in der Kapelle Ste-Barbe (Lage)            | PM21002497    | Classé       | 1960  |      |
| Glocke                     | Bronze, 1584 gegossen                                                             | in der Kirche Nativité-de-la-Vierge (Lage) | PM21002498    | Classé       | 1960  |      |